# Roman Malek
Pour les articles homonymes, voir Malek.
Roman Malek, né le 3 octobre 1951 à Bytów en Pologne et mort le 29 novembre 2019, est un missionnaire verbiste allemand, philosophe et sociologue des religions.
Professeur de philosophie et des sciences religieuses à la faculté de philosophie et théologie SVD Saint Augustin (Bonn) et professeur de sinologie à l'université rhénane Frédéric-Guillaume de Bonn, le père Roman Malek est également directeur du Centre d'études chinoises (Monumenta Serica) et dirige la rédaction  de la revue China Heute (La Chine aujourd'hui). Il est aussi auteur de plusieurs articles sur la Chine.

## Œuvres
- Das Tao des Himmels. Die religiöse Tradition Chinas, Freiburg, Herder 1996
- Verschmelzung der Horizonte: Mozi und Jesus. Zur Hermeneutik der chinesisch-christlichen Begegnung nach Wu Leichuan (1869-1944), Leyde-Boston, Brill 2004